# Michael Hiltner
Michael Beckwith Hiltner, seit 1979 Victor Vicente of America, (* 7. März 1941 in Los Angeles) ist ein ehemaliger US-amerikanischer Radrennfahrer und heutiger Designer.

## Karriere
1959 gewann Michael Hiltner als jüngster Fahrer in der Geschichte die kanadische Tour de Saint-Laurent, im Jahr darauf die Tour of Somerville. Ebenfalls 1960 startete er bei den Olympischen Sommerspielen in Rom und belegte Platz 24 im Straßenrennen. Im Mannschaftszeitfahren kam sein Team auf den 11. Rang. Vier Jahre später, bei den Spielen in Tokio, erreichte er lediglich Platz 100 im olympischen Straßenrennen. Dreimal startete er bei UCI-Straßen-Weltmeisterschaften, zweimal bei Panamerikanischen Spielen und fuhr zahlreiche Rennen in Europa, wo er auch einige Zeit lebte. 1965 wurde Hiltner US-amerikanischer Meister der Amateure im Straßenrennen und siegte beim Bob Cook Memorial/Mt. Evans Hill Climb.

## Sonstiges
- Michael Hiltner war an der Entwicklung von Human Powered Vehicles beteiligt, so etwa an einem Taxi, und stellte damit 1975 einen transkontinentalen Rekord auf für die Strecke Santa Monica-Atlantic City-Santa Monica, über 36 Tage und acht Stunden. Anschließend änderte er seinen Namen in Victor Vicente of America.

- 1979 entwickelte Hiltner, genannt Dirt Guru, das Topanga-Mountainbike und unterstützte die Organisation von Mountainbike-Rennen. 1996 entwarf er die olympische Medaille für die Sieger im Mountainbike, zudem designt er auch Kleidung.

- 1989 wurde Michael Hiltner in die Mountainbike Hall of Fame und 2001 in die United States Bicycling Hall of Fame aufgenommen.

## Publikationen
- Selected Verses of Victor Vicente of America, 1991
- A Dirt Road Rider's Trek Epic, Williamson: Out Your Back Door 2000, ISBN 978-1-892590-50-3